# Reserva india Yakama
La Reserva de los Indios Yakama es una reserva americana en el estado de Washington de la tribu reconocida federalmente como las Tribus Confederadas y Bandas de la Nación Yakama. La tribu se compone de los pueblos Klikitat, Palus, Wallawalla, Wanapam, Wenatchi, Wishram, y Yakama.

## Ubicación
La reserva está localizada en el lado del este del cordillera de las Cascadas, al sur del estado de Washington. La porción oriental del Monte Adams queda también dentro de este territorio. Según la Oficina del Censo de Estados Unidos, la reserva cubre 2185,94 millas cuadradas (5661,56 km²) y la población en el año 2000 era de 31 799 personas. Esta yace principalmente en el condado de Yakima y el borde septentrional del condado de Klickitat. Una pequeña parte cruza el sureste del Condado de Lewis. La ciudad más grande en la reserva es Toppenish.[cita requerida]

## Historia
La reserva fue creada en 1855 por un tratado firmado por el gobernador del Territorio de Washington, Isaac Stevens, y representantes de la tribu Yakama. Varios dirigentes nativos pensaron que aquellos representantes no tenían autoridad para ceder tierras comunales y no obtuvieron un verdadero consenso en el consejo ni en la tribu. Una disputa sobre el tratado llevó a la Guerra Yakima (1855– 1858) contra Estados Unidos.
Durante la Guerra de Bannock en 1878, el gobierno de Estados Unidos forzó a los Paiute del norte fuera de Nevada, hacia la Reserva Yakama, a pesar de que la mayoría no había estado implicado en la guerra. Los más de 500 Paiute en Washington estuvieron sometidos a la miseria durante más de una década antes de poder regresar a Nevada. Fueron forzados a competir por los escasos recursos y lugares para establecerse que había en la reserva, con pueblos que ya llevaban establecidos allí varias décadas. Los Paiute no regresaron a Nevada hasta la expansión de 1886 de la Reserva India del Valle de Pato, que les permitió reunirse con sus hermanos occidentales, los Shoshone.